# Matouba (marque)
Pour les articles homonymes, voir Matouba.
Matouba est une marque d'eau embouteillée de l'île de la Guadeloupe produite à partir de la source Roudelette sur le lieu-dit de Matouba à Saint-Claude en Basse-Terre.

## Historique
Le site de Matouba est situé sur le flanc occidental de la Soufrière sur la commune de Saint-Claude au sud du parc national de la Guadeloupe. Il est historiquement célèbre pour l'action de Louis Delgrès qui se sacrifia en 1802, avec une poignée de compagnons, pour défendre ses idéaux révolutionnaires et sa lutte contre l'esclavage.
La présence de nombreuses sources élevées dans le secteur, notamment celle de Roudelette située à 742 mètres d'altitude, est depuis le XIXe siècle utilisée à des fins de consommation alimentaire et de thermalisme (avec la source thermale de Guadeloupe). En 1948, Henri Potrisa crée une usine de production de glace et de sodas (limonade « Cristal Pétille »), inaugure le 17 mai 1967 la « Grande Usine Matouba » qui en 1969 reçoit l'agrément sanitaire pour embouteiller l'eau de la source Roudelette. L'entreprise prend, en 1979, le nom et le statut de SARL Matouba, et se développe sous la houlette de Judes Galli après son acquisition de l'entreprise en 1984,. Ce dernier modernise à partir de 1990 son entreprise, la chaîne d'embouteillage, le site de production, et crée en 1997 son laboratoire de contrôle interne. Dans les années 2000, la diversification des volumes et l'aromatisation des eaux sont entreprises.
Selon certains consommateurs, l'eau de Matouba a eu en juin 2017 un goût « vraiment désagréable ». D'après la direction de l'entreprise, ce problème qui survient de temps à autre, est dû à des résidus de produits chimiques utilisés pour l'entretien des canalisations mais ne présente pas de risque sanitaire, l'eau reste consommable sans avis défavorable à la production émis par les autorités sanitaires ; les consommateurs qui le souhaitaient ont pu échanger leurs bouteilles.

## Caractéristiques

### Analyses et données générales

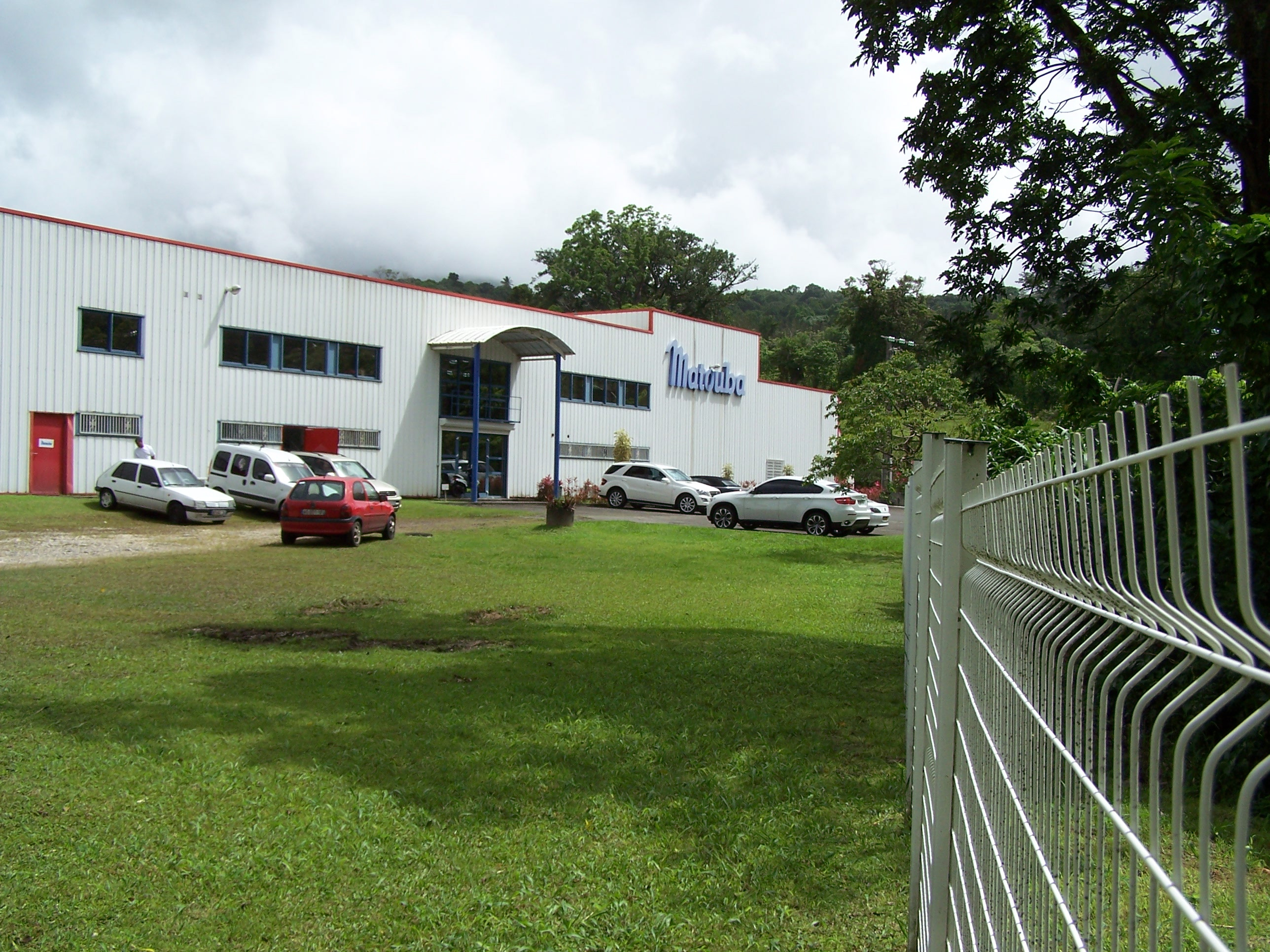
L'usine de Matouba.

L'usine Matouba possède son propre laboratoire où sont réalisés quotidiennement des contrôles qualité, de même que l’Institut Pasteur de la Guadeloupe vérifie régulièrement la pureté et la conformité des produits finis[réf. nécessaire].
L'eau de Matouba ne contient aucun nitrate (un des principales causes de pollution de l’eau). En Europe, la législation impose une teneur en nitrates inférieure à 50 mg par litre d'eau. Mais pour les bébés, les spécialistes recommandent de ne pas dépasser les 10 mg par litre, ce qui fait de Matouba une eau recommandée pour les nourissons. De plus, la WWF France, qui a procédé en 2011 à une étude sur la contenance des eaux en bouteille et au robinet en France, constate qu'aucun micro-polluant n'a été détecté (dans la limite de quantification) que dans deux eaux en France : celle de Matouba et la Plancoët en Bretagne,.

### Composition analytique de l'eau Matouba
| Éléments             | Proportion en mg/l |
| -------------------- | ------------------ |
| Calcium (Ca2+)       | 6.70               |
| Magnésium (Mg2+)     | 1.60               |
| Chlorures            | 6.20               |
| Sodium (Na+)         | 7.1                |
| Potassium (K+)       | 0.5                |
| Sulfates (SO42-)     | 5.83               |
| Bicarbonates (C2O3-) | 30.50              |
| Nitrate              | 0.00               |
| pH                   | 6.8                |

## Production et distribution
L'usine possède deux lignes d’embouteillages pouvant tenir des cadences jusqu’à 10 000 bouteilles/heure. La marque a développé également une gamme d'eaux aromatisées aux saveurs fraise, pêche et ananas, ainsi, plus récemment qu'une gamme de thé pêche et thé menthe.
La marque Matouba est distribuée dans l'ensemble des Caraïbes, bien que 90 % sont commercialisés en Guadeloupe même et le reste en Martinique, à Saint-Martin, en Guyane et à Saint-Domingue. D'un point de vue publicitaire, Matouba a été l'eau officielle du Tour cycliste international de la Guadeloupe pendant plusieurs années consécutives et a sponsorisé le bateau Mabouta 79 barré par Pierre Brasseur lors de la route du Rhum 2014 (finissant à la cinquième place de sa catégorie, 24e au général).